# دانیل لوپز (بازیکن فوتبال، زاده ۱۹۹۲)
دانیل لوپز (انگلیسی: Daniel López؛ زادهٔ ۳۱ مارس ۱۹۹۲) بازیکن فوتبال اهل اسپانیا است.
از باشگاه‌هایی که در آن بازی کرده‌است می‌توان به باشگاه فوتبال فوئنلابرادا اشاره کرد.